# داکا پراکاش
داکا پراکاش نخستین روزنامه منتشر شده به زبان بنگالی در داکا پایتخت بنگلادش بود.

## تاریخچه
این روزنامه برای اولین بار در ۷ مارس سال ۱۸۶۱ منتشر شد و پنج‌شنبه هر هفته انتشار می‌یافت. شاعر بنگالی کریشنا چاندرا ماجومدر اولین سردبیر این روزنامه بود.